# Athénodore (sculpteur)
Pour les articles homonymes, voir Athénodore.
Athénodore de Rhodes est un sculpteur grec du Ier siècle av. J.-C.

## Biographie

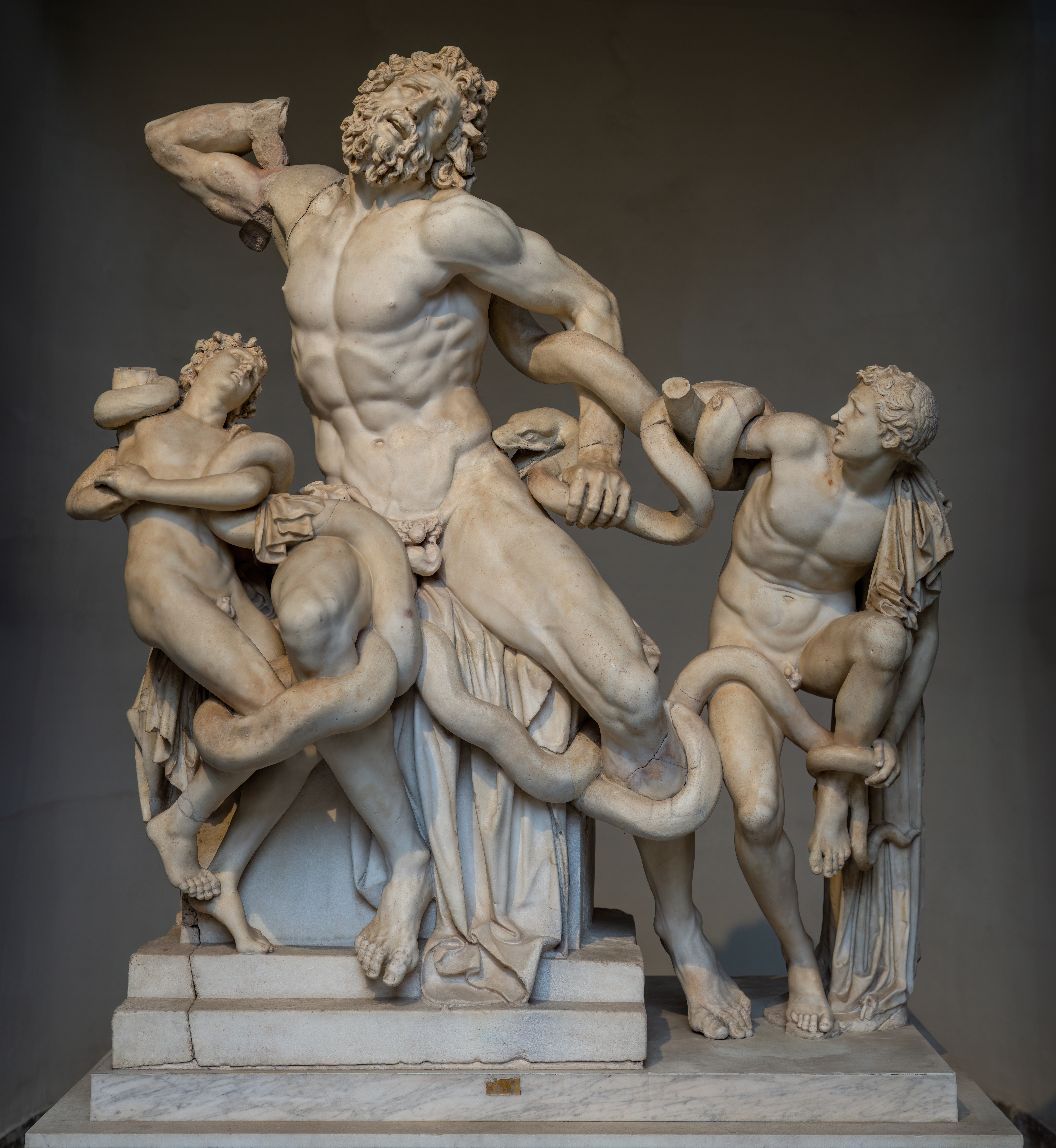
Groupe du Laocoon, Rome, musée Pio-Clementino.

Il est célèbre pour le groupe du Laocoon, statue en marbre d'après un modèle antique, conservée à Rome au musée Pio-Clementino, que Pline l’Ancien lui attribue ainsi qu'à Agésandre et Polydore.